# هاري بريغهام
هاري بريغهام (بالإنجليزية: Harry Brigham)‏ (19 نوفمبر 1914 في المملكة المتحدة - 1 يناير 1978) هو لاعب كرة قدم بريطاني (وحمل سابقاً جنسية المملكة المتحدة لبريطانيا العظمى وأيرلندا) في مركز الدفاع. لعب مع بولتون واندررز وستوك سيتي ونادي يورك سيتي ونوتينغهام فورست ونادي غاينسبورو ترينيتي وفريكلي أثلتيك ‏ وسيلبي تاون ‏.